# Cactoideae
Cactoideae är en underfamilj till kaktusar och innehåller ett antal tribus som ytterligare delar in dessa arter i grupper. I denna underfamilj finns arter med mycket varierande härstamning. Deras växtsätt varierar från epifytiska, trädliknande till klättrande. Det som alla har gemensamt är att de nästan inte har segment i utväxter, är klotformade eller rörlika och att de inte har glochider. Dess utbredning sträcker sig till nästan hela västra halvklotet, sånär som på en art; Korallkaktus R. baccifera som även växer i Afrika, Madagaskar och Sri Lanka.
- Browningieae Buxb. 1966
- Cacteae
- Calymmantheae R.S.Wallace 2001
- Cereeae Salm-Dyck 1845
- Hylocereeae Buxb. 1958
- Notocacteae Buxb. 1958
- Pachycereeae Buxb. 1958
- Rhipsalideae DC. 1828
- Trichocereeae Buxb. 1958